# Frisch ins Feld
Frisch ins Feld, op. 398, är en marsch av Johann Strauss den yngre. Den spelades första gången den 6 januari 1882 i Stora konsertsalen i Musikverein i Wien.

## Historia
Johann Strauss operett Det lustiga kriget hade premiär på Theater an der Wien den 25 november 1881. Den skulle inte bara förse kompositören med fler separata orkesterverk än något av hans övriga scenverk, utan även vara den enda av operetterna som Strauss utverkade två marscher från. Helt klart är att operettens ämne (om än lätt till sinnet), rörande ett 'blodlöst' krig mellan två arméer (varav en bestående enbart av kvinnor), krävde musik av militär art och Strauss svarade med att åstadkomma två av sina mest stilfulla kompositioner i genren: Der lustige Krieg (op. 397) och Frisch ins Feld. 
Musiken till marschen är hämtade från ensemblenumret i akt I "Ja eilet nur geschwind", finalen till akt II "Stehn wir hier auch zum Kampf bereit" och terzetten i akt III "Ruhm und Ehr!".
Det första framförandet av marschen dirigerades av Johanns broder Eduard Strauss vid en av dennes söndagskonserter i Musikverein den 6 januari 1882. Nio dagar senare spelades marschen åter i Musikverein, denna gång vid en välgörenhetskonsert då även Johann Strauss deltog. Reportern från tidningen Fremden-Blatt skrev den 16 januari 1882 att "som extranummer presenterade kompositören [Johann Strauss] ytterligare en marsch som är hämtad från början av akt II i 'Lustige Krieg'". Denna beskrivning är tillräcklig för att identifiera stycket som Frisch ins Feld, då dess huvuddelar är tagna från prinsessan Artemisia aria (Nr. 8) i akt II, "Commandirt, instruirt hab’ ich manche Compagnie" som fortsätter med "Den Feind, den möcht ich seh'n". (Den senare delen av arian förekommer även som tema 2B i trion till Strauss polka Entweder - oder (op. 403)) Det tematiska materialet till trio-delen av marschen tog Strauss från kören i akt I, "Keinen Kampf, keinen Sieg bracht bisher dieser Krieg", vilken med annan text upprepas i finalen till akt I (Nr. 7), "Das Signal ruft zum Streit".
Då det första klaverutdraget till marschen gavs ut var den tillägnad hertig Adolfs av Nassau Infanteriregemente Nr. 15. 

## Om marschen
Speltiden är ca 3 minuter och 6 sekunder plus minus några sekunder beroende på dirigentens musikaliska tolkning.
Marschen var ett av tio verk där Strauss återanvände musik från operetten Det lustiga kriget:
- Der lustige Krieg, Marsch, Opus 397
- Frisch ins Feld, Marsch, Opus 398
- Was sich liebt, neckt sich, Polka-francaise, Opus 399
- Kuß-Walzer, Vals, Opus 400
- Der Klügere gibt nach, Polkamazurka, Opus 401
- Der lustige Krieg, Kadrilj, Opus 402
- Entweder - oder, Polka-Schnell, Opus 403
- Violetta, Polka-francaise, Opus 404
- Nord und Süd, Polkamazurka, Opus 405
- Italienischer Walzer, Vals, Opus 407

## Weblänkar
- Frisch ins Feld i Naxos-utgåvan.